# Verwersstroom
De Verwersstroom is een gegraven stroom in de binnenstad van 's-Hertogenbosch. De stroom is gegraven in 1533 en is een onderdeel van de Binnendieze. De stroom heeft de naam te danken aan de Verwersstraat, waar de stroom onderdoor stroomt.
De Verwersstroom begint bij het Voldersgat en stroomt vervolgens in westelijke richting. De stroom heeft hier een open karakter en kan vanaf enkele bruggen en tuinen bezichtigd worden. Tussen het Militair Gouvernement en de parkeergarage is de stroom voornamelijk overkluisd. De stroom gaat verder naar de Kruisstraat in de Uilenburg om nabij de Abtsbrug naar de aansluiting met de Vughterstroom te stromen.